# Куркурис
Куркурис (итал. Curcuris) — коммуна в Италии, располагается в регионе Сардиния, в провинции Ористано.
Население составляет 317 человек (2008 г.), плотность населения составляет 39 чел./км². Занимает площадь 8 км². Почтовый индекс — 9090. Телефонный код — 0783.
Покровителем коммуны почитается святой Себастьян, празднование 20 января.

## Демография
Динамика населения:

## Администрация коммуны
- Официальный сайт: